# Manfred Gnädinger
Manfred Gnädinger, conocido como Man o El alemán de Camelle (Radolfzell am Bodensee, 27 de enero de 1936 - Camelle, 28 de diciembre de 2002) fue un pintor, filósofo y escultor alemán que vivió como un anacoreta en la parroquia de Camelle, que pertenece al término municipal de Camariñas, en la Costa de la Muerte (Galicia).
Trató de llevar una vida lo más simple y natural posible, elaborando esculturas al aire libre cerca de la playa donde vivía y cuidando su pequeño jardín.

## Biografía
Nació y paso su infancia en Alemania, procedente de una familia de siete hermanos y estudió arte en Italia. Impartió clases de arte en Suiza a personas con problemas de integración social. Su interés por la preservación del medio ambiente y la curiosidad por conocer la costa gallega lo condujeron a la Costa da Morte. En mayo de 1962 llegó a un Camelle inmerso en las fiestas patronales del Espíritu Santo. Desde aquel día, este alemán solitario, educado, de buen aspecto y con cierto aire de turista acomodado, se instaló para siempre en el pueblo.
Durante el accidente del Prestige en noviembre de 2002, la mancha de petróleo dañó sus esculturas. Se cree que el alemán se dejó morir de melancolía y tristeza. Poco antes del accidente del Prestige, Man afirmó haber soñado con una enorme ballena negra, la cual aparecía muerta a los pies de su jardín de esculturas. Tras darle sepultura al animal, el anacoreta se veía a sí mismo morir.
El 9 de noviembre de 2010, un temporal destruyó lo que quedaba de su obra.

## Su obra y el entorno
El autor y su obra hicieron conocida a la villa de Camelle (Camariñas), incluso hasta tal punto que es prácticamente imposible encontrar en la red información de este lugar en la que no se haga referencia a Man, y viceversa. La puesta en valor y recuperación del legado de Man, también lo es, por extensión del puerto de Camelle y su entorno, en los que Man no solo creó, sino que convirtió en su hogar y en su propio proyecto museístico espontáneo.
El trabajo que Man realizó a lo largo de los años en las cercanías del espigón de Camelle quedó devastado por del desastre del Prestige y luego por culpa del vandalismo y las últimas catástrofes climatológicas de la zona. La obra que persiste actualmente en el jardín-museo, único jardín marino de esculturas en el mundo, no refleja su estado original.
Lamentablemente, una gran parte de su obra se ha perdido ya, quedando solo registros gráficos y audiovisuales.
En 2014 se ha iniciado un proyecto denominado MAN: mar, arte y naturaleza, que tiene como objetivo recuperar la obra de Man y exponerla tanto en "A Casa do Alemán" como en Internet, a través de una exposición virtual.

## Bibliografía

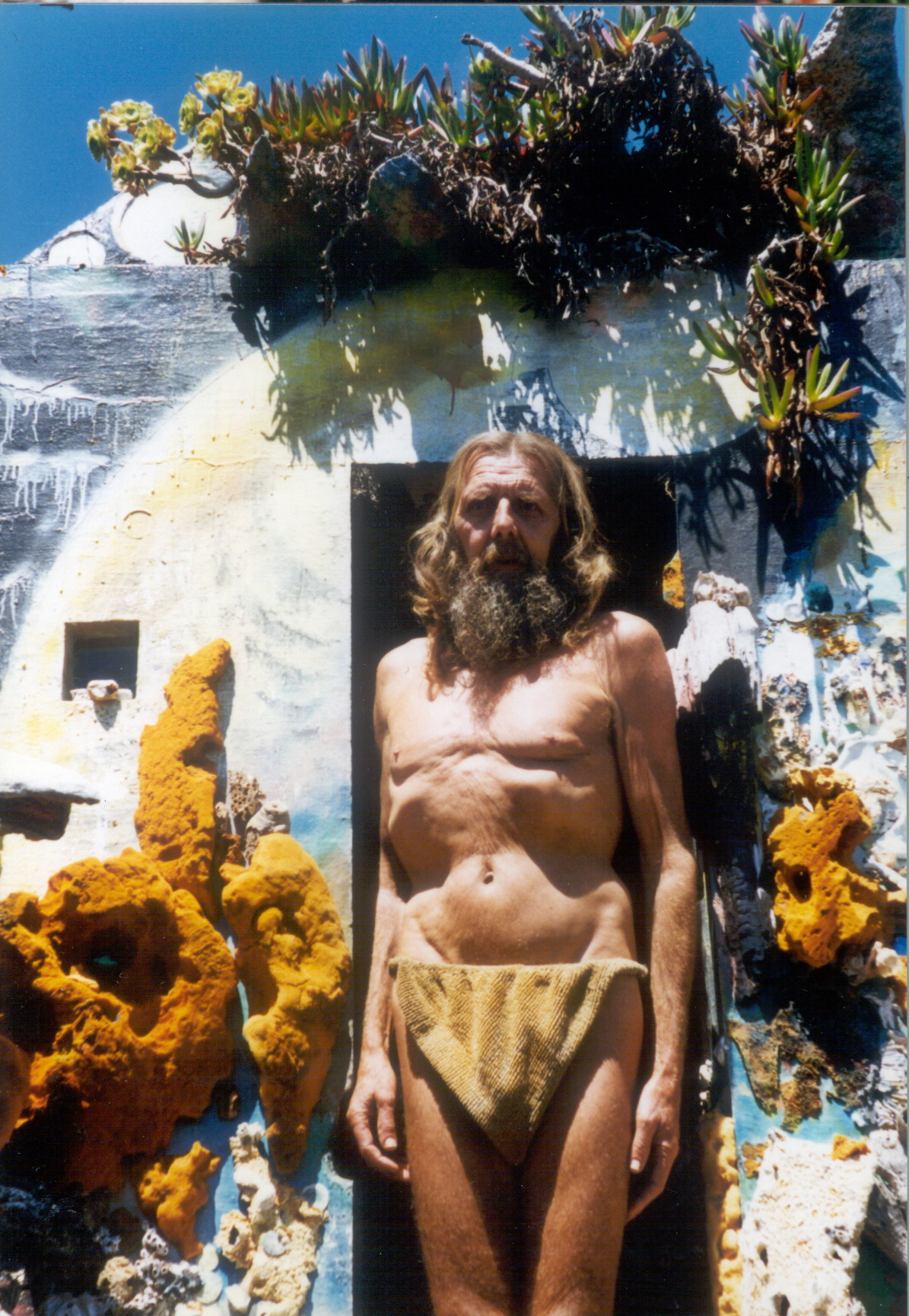
Man (de 62 años) en la puerta de su casa, en julio de 1998.